# 그것을 잘 알고 있다
《그것을 잘 알고 있다》(이탈리아어: Io la conoscevo bene)는 1965년 이탈리아의 코미디 드라마 영화이다. 안토니오 피에트란젤리 감독이 연출했고 스테파니아 산드렐리, 마리오 아도르프, 장클로드 브리알리, 니노 만프레디, 엔리코 마리아 살레르노, 우고 토냐치가 출연했다.

## 줄거리
이탈리아 시골 출신의 젊은 여성 아드리아나는 유명해지고 싶은 꿈을 안고 로마로 이주한다. 그녀는 화려한 도시 생활에 매료되어 연예계에 발을 들여놓으려 하지만, 겉으로는 매력적으로 보이는 세계의 이면을 목격하게 된다. 아드리아나는 다양한 사람들과 관계를 맺으며 점차 현실과 환상 사이의 괴리를 느끼고, 자신이 꿈꾸던 것과는 다른 현실에 직면하게 된다. 그녀는 자신의 가치와 정체성에 대해 고민하며, 화려함 뒤에 숨겨진 공허함과 외로움을 경험한다. 영화는 아드리아나의 여정을 통해 당시 이탈리아 사회의 단면과 개인의 욕망, 그리고 그 좌절을 섬세하게 그려낸다.

## 출연진
- 스테파니아 산드렐리 - 아드리아나 아스타렐리 역
- 마리오 아도르프 - 에밀리오 리치 / 비에톨로네 역
- 장클로드 브리알리 - 다리오 마르키온니 역
- 요아힘 푹스베르거 - 작가 역
- 니노 만프레디 - 찬판나 역
- 엔리코 마리아 살레르노 - 로베르토 역
- 우고 토냐치 - 지지 바지니 역
- 카린 도어 - 바르바라 역
- 프랑코 파브리치 - 파가넬리 역
- 투리 페로 - 서장 역
- 로베르트 호프만 - 안토니오 마라이스 역
- 프랑코 네로 - 이탈로 역
- 베로니크 벤델 - 알리스 스탕달 역
- 프랑카 폴레셀로 - 마리아 역
- 레나토 테라 - 캐러밴 남자 역